# Вятролужа-Друга
Вятролужа-Друга (пол. Wiatrołuża Druga) — село в Польщі, у гміні Шиплішки Сувальського повіту Підляського воєводства.
Населення — 35 осіб (2011).
У 1975-1998 роках село належало до Сувальського воєводства.

## Демографія
Демографічна структура станом на 31 березня 2011 року:
|          | Загалом | Допрацездатний вік | Працездатний вік | Постпрацездатний вік |
| -------- | ------- | ------------------ | ---------------- | -------------------- |
| Чоловіки | 20      | 4                  | 13               | 3                    |
| Жінки    | 15      | 3                  | 8                | 4                    |
| Разом    | 35      | 7                  | 21               | 7                    |